# Alba Berlin Basketballteam 2023-2024
Questa voce raccoglie le informazioni riguardanti l'Alba Berlin Basketballteam nelle competizioni ufficiali della stagione 2023-2024.

## Stagione
La stagione 2023-2024 dell'Alba Berlin Basketballteam è la 33ª nel massimo campionato tedesco di pallacanestro, la Basketball-Bundesliga.

## Roster
Aggiornato al 19 agosto 2023.
| Alba Berlin 2023-24 | Alba Berlin 2023-24 |
| Giocatori           | Staff tecnico       |
| ------------------- | ------------------- |

| N. | Naz.                                           | Ruolo | Nome                  | Anno | Alt.   | Peso   |  |
| -- | ---------------------------------------------- | ----- | --------------------- | ---- | ------ | ------ |  |
| 0  | Stati Uniti (bandiera)                         | GA    | Sterling Brown        | 1995 | 198 cm | 99 kg  |  |
| 1  | Italia (bandiera)                              | GA    | Gabriele Procida      | 2002 | 199 cm | 88 kg  |  |
| 3  | Italia (bandiera)                              | P     | Matteo Spagnolo       | 2003 | 194 cm | 89 kg  |  |
| 5  | Nuova Zelanda (bandiera) · Germania (bandiera) | C     | Yanni Wetzell         | 1996 | 207 cm | 109 kg |  |
| 6  | Germania (bandiera)                            | G     | Malte Delow           | 2001 | 197 cm | 84 kg  |  |
| 7  | Germania (bandiera)                            | G     | Anton Nufer           | 2006 | 199 cm | 85 kg  |  |
| 8  | Svezia (bandiera)                              | AP    | Marcus Eriksson       | 1993 | 201 cm | 87 kg  |  |
| 9  | Germania (bandiera)                            | G     | Jonas Mattisseck      | 2000 | 192 cm | 84 kg  |  |
| 10 | Germania (bandiera)                            | AG    | Tim Schneider         | 1997 | 208 cm | 108 kg |  |
| 11 | Stati Uniti (bandiera)                         | G     | Matt Thomas           | 1994 | 193 cm | 89 kg  |  |
| 14 | Germania (bandiera)                            | C     | Linus Ruf             | 2005 | 211 cm | 103 kg |  |
| 15 | Islanda (bandiera)                             | P     | Martin Hermannsson    | 1994 | 190 cm | 77 kg  |  |
| 16 | Croazia (bandiera)                             | C     | Krešimir Nikić        | 1999 | 213 cm | 104 kg |  |
| 18 | Slovenia (bandiera)                            | P     | Žiga Samar            | 2001 | 197 cm | 83 kg  |  |
| 19 | Germania (bandiera)                            | AP    | Louis Olinde          | 1998 | 205 cm | 87 kg  |  |
| 21 | Ciad (bandiera)                                | C     | Christ Koumadje       | 1996 | 221 cm | 122 kg |  |
| 22 | Germania (bandiera)                            | AG    | Amon Dörries          | 2006 | 210 cm | 85 kg  |  |
| 25 | Germania (bandiera)                            | AP    | Elias Rapieque        | 2004 | 200 cm | 90 kg  |  |
| 32 | Germania (bandiera)                            | AC    | Johannes Thiemann (C) | 1994 | 206 cm | 102 kg |  |
| 34 | Stati Uniti (bandiera)                         | AG    | Justin Bean           | 1996 | 201 cm | 95 kg  |  |

| Allenatore                                                                                      |
| - Israel González                                                                               |
| Assistente/i                                                                                    |
| - Thomas Päch - Sebastian Trzcionka Legenda - (C) Capitano - (IN) Inattivo - Infortunato Roster |

## Mercato

### Sessione estiva
| Acquisti | Acquisti        | Acquisti       | Acquisti      | Acquisti |
| R.       | Nome            | da             | Modalità      |          |
| -------- | --------------- | -------------- | ------------- | -------- |
| P        | Žiga Samar      | Amburgo Towers | fine prestito |          |
| P        | Matteo Spagnolo | Real Madrid    | svincolato    |          |
| G        | Matt Thomas     | Panathīnaïkos  | svincolato    |          |
| GA       | Sterling Brown  | Raptors 905    | svincolato    |          |
| AG       | Justin Bean     | Memphis Hustle | svincolato    |          |
| C        | Krešimir Nikić  | Bayreuth       | fine prestito |          |

| Cessioni | Cessioni      | Cessioni         | Cessioni       | Cessioni |
| R.       | Nome          | a                | Modalità       |          |
| -------- | ------------- | ---------------- | -------------- | -------- |
| P        | Tamir Blatt   | Maccabi Tel Aviv | fine contratto |          |
| P        | Maodo Lô      | Olimpia Milano   | fine contratto |          |
| PG       | Jaleen Smith  | Virtus Bologna   | rescissione    |          |
| GA       | Yovel Zoosman | H. Gerusalemme   | fine contratto |          |
| AG       | Luke Sikma    | Olympiakos       | fine contratto |          |
| C        | Ben Lammers   | Gran Canaria     | fine contratto |          |

### Dopo l'inizio della stagione
| Acquisti | Acquisti           | Acquisti | Acquisti        | Acquisti   |
| R.       | Nome               | da       | Data            | Modalità   |
| -------- | ------------------ | -------- | --------------- | ---------- |
| P        | Martin Hermannsson | Valencia | 10 gennaio 2024 | svincolato |

| Cessioni | Cessioni        | Cessioni   | Cessioni        | Cessioni    |
| R.       | Nome            | a          | Data            | Modalità    |
| -------- | --------------- | ---------- | --------------- | ----------- |
| AP       | Marcus Eriksson | Free agent | 10 gennaio 2024 | rescissione |